# جيف غرانت
جيف غرانت (بالإنجليزية: Geoff Grant)‏ مواليد 16 يناير 1970 في نيو جيرسي، الولايات المتحدة، هو لاعب كرة مضرب أمريكي سابق بدأ مسيرته كمحترف سنة 1994 وكان يلعب باليد اليمنى، اعتزل اللعب في 2003. أعلى تصنيف له في الفردي كان المركز الـ 109 في سنة 1998. أعلى تصنيف له في الزوجي كان المركز الـ 90 في سنة 1999.

## روابط خارجية
- جيف غرانت على موقع رابطة محترفي التنس (الإنجليزية)
- جيف غرانت على موقع الاتحاد الدولي لكرة المضرب (الإنجليزية)
- جيف غرانت على موقع خلاصة التنس.كوم (الإنجليزية)